# Berca (Bengasi)

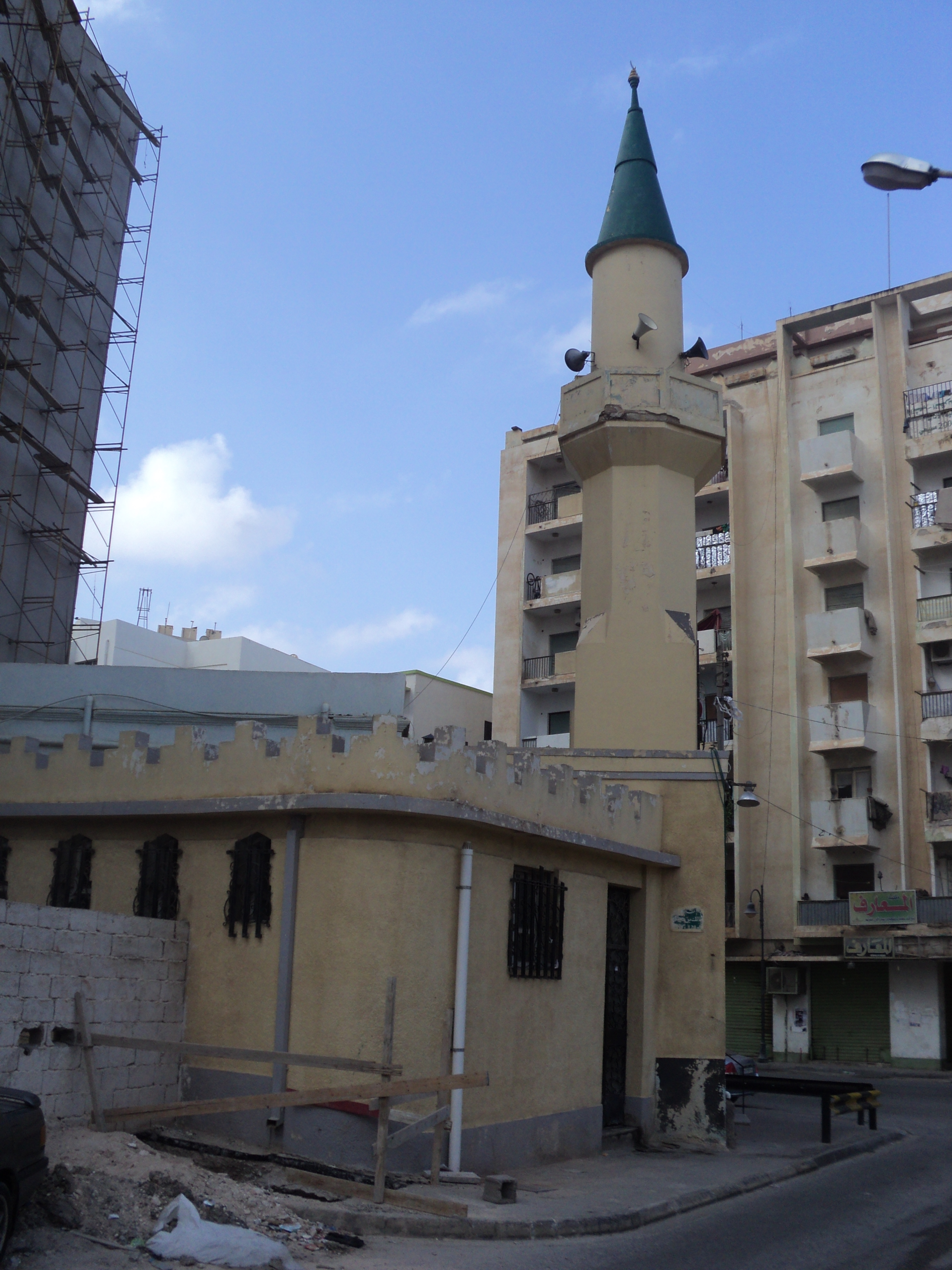
La moschea Taher Pascià o Hadia

Berca (البركة; letteralmente: "palude"), già Sidi Daud, è un sobborgo della città libica di Bengasi, posto a sud del centro cittadino.
Vi sorgono una vasta caserma militare, eretta dai Turchi e ampliata sotto la dominazione italiana con il nome di Caserma Generale Moccagatta, e la moschea Taher Pascià o Hadia.
Durante il periodo coloniale la località era sede del Regio Ufficio per i Servizi agrari della Cirenaica italiana, una colonia penale agricola, il Bosco del Littorio vasto 27 ettari e svariati istituti agricoli.
Berca era anche servita da una stazione ferroviaria, posta sulla linea da Bengasi a Soluch.
Dal dicembre 1935 era operativo l'Aeroporto di Berca.